# 1. Klavierkonzert (Rautavaara)

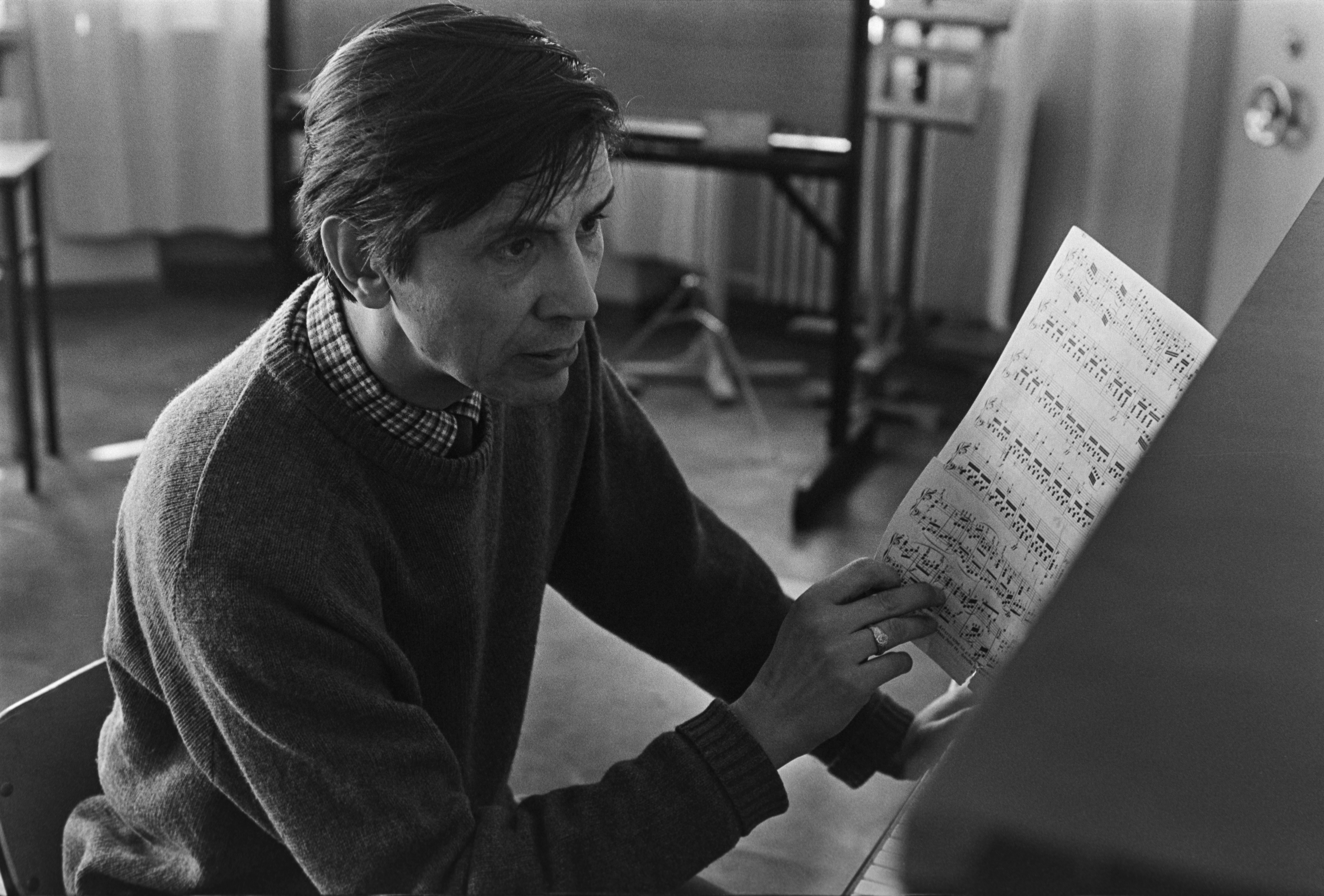
Einojuhani Rautavaara (1969)

Das Konzert Nr. 1 für Klavier und Orchester (op. 45) ist ein Klavierkonzert von Einojuhani Rautavaara aus dem Jahr 1969. Uraufgeführt wurde es am 29. Mai 1970 in Helsinki mit dem Komponisten als Solisten. Die Aufführungsdauer beträgt etwa 20 Minuten.

## Hintergrund
Zwar hatte Rautavaara bereits um 1955 in seiner Studienzeit ein Klavierkonzert geschrieben und dafür den 3. Preis beim Kompositionswettbewerb des Suomen Kulttuurirahasto (der Finnischen Kulturstiftung) erhalten. Aufgrund von Formmängeln war er später allerdings unzufrieden mit diesem Frühwerk und zog es zurück. In der Folge bezeichnete Rautavaara das Klavierkonzert von 1969 als sein erstes.
Das Klavierkonzert fällt in eine Schaffensphase, die durch Rautavaaras allmähliche Abkehr vom Serialismus hin zu einer expressiveren, neoromantischen und individuellen Musiksprache gekennzeichnet ist. Da Rautavaara das Klavierkonzert selbst auf einer Klaviertournee zur Aufführung brachte, schrieb er den Klavierpart entlang seiner eigenen pianistischen, nicht übermäßig virtuosen Fähigkeiten.

## Form und Musik
Als Besetzung fordert Rautavaara neben dem Soloflügel 2 Flöten (wobei die zweite Flöte auch die Piccoloflöte übernimmt), 2 Klarinetten, 4 Hörner, 2 Trompeten, 2 Posaunen, Pauken, Schlagzeug und Streicher. Formal orientiert sich das Werk am typischen dreiteiligen Aufbau eines Klavierkonzerts: Neben dem fulminanten Kopfsatz I. Con grandezza folgt der lyrische zweite Satz II. Andante (ma rubato). Der Finalsatz III. Molto vivace ist deutlich kürzer und schließt das Konzert in einem rhythmischen Feuerwerk ab.
Eröffnet wird das Konzert durch einen Solopart des Klaviers, in dem brausende Arpeggienläufe mit diatonischen Clustern kontrastiert werden, Letzteres eine Neuheit bei Rautavaara: Die Tonleitermelodik ergibt sich hier aus den Kopftönen. (Diese Tontrauben auf den weißen Tasten werden später im Stück ausgebaut, indem nicht nur die Handfläche, sondern auch der Unterarm zum Einsatz kommt.) Das Orchester greift daraufhin den Einstiegsteil auf. Ein zweiter, expressiver thematischer Gedanke wird vorgestellt und Bläsereinsätzen gegenübergestellt. Beide Themen werden im Laufe des Satzes weiterentwickelt und zu einer Kadenz fortgeführt. Gegen Ende des Satzes wird das Eingangsmotiv nochmals aufgegriffen. Auffällig ist hier wie im gesamten Konzert der Gegensatz zwischen romantischer Musiksprache (kantable Melodien, Arpeggien) und modernistischen Einflüssen (Polytonalität, dissonante Akkorde).
Im zweiten, langsamen Satz präsentiert sich im Klaviersolo eine choralartige Melodie, abermals ausgeschmückt durch Arpeggien. Nach einigen Minuten führen die Streicher das Thema fort, es ergibt sich ein Wechselspiel mit dem Klavier. Eine überwiegend dissonante Kadenz bildet den Übergang zum finalen, dritten Satz. Es entwickelt sich ein vorwärtstreibendes, unaufhörliches Musikgeschehen auf Basis eines 3+2+3-Rhythmus. Dies wurde wegen seiner Nähe zur Musiksprache George Gershwins kritisiert.